# Medibank International 2008 - Doppio femminile
Il doppio femminile  del Medibank International 2008 è stato un torneo di tennis facente parte del WTA Tour 2008.
Anna-Lena Grönefeld e Meghann Shaughnessy erano le detentrici del titolo, ma quest'anno non hanno partecipato.
Yan Zi e Zheng Jie ha vinto in finale 6–4, 7–6(5), contro Tetjana Perebyjnis e Tat'jana Puček.

## Teste di serie
1. Cara Black /  Liezel Huber (quarti)
2. Katarina Srebotnik /  Ai Sugiyama (quarti)

1. Yung-Jan Chan /  Chia-Jung Chuang (quarti)
2. Květa Peschke /  Rennae Stubbs (primo turno)

## Tabellone

### Legenda
| - Q = Qualificato - WC = Wild card - LL = Lucky loser | - ALT = Alternate - SE = Special Exempt - PR = Protected Ranking | - w/o = Walkover - r = Ritirato - d = Squalificato |